# Lafayette Leake
Lafayette Leake (1 de junio de 1919 - 14 de agosto de 1990) fue un pianista, organista, vocalista y compositor estadounidense de blues y jazz que tocó para Chess Records como músico de sesión y como miembro del Big Three Trio durante los años formativos de Chicago blues. Tocó el piano en muchas de las grabaciones de Chuck Berry.

## Biografía
Leake nació en Winona, Missouri, Estados Unidos, en 1919. La información sobre sus primeros años es escasa, pero a principios de la década de 1950 se unió al Big Three Trio (reemplazando a Leonard Caston) y comenzó su asociación con Chess Records, donde trabajó en estrecha colaboración con el bajista, productor y compositor Willie Dixon.
Leake tocó el piano en One Dozen Berrys, el segundo álbum de Chuck Berry, lanzado en 1958 por Chess. Luego estuvo en álbum Chuck Berry Is on Top; Leake (no el antiguo compañero de banda de Berry, Johnnie Johnson) tocó el piano prominente en la versión clásica original de "Johnny B. Goode", así como en "Rock and Roll Music". Leake tocó en muchas otras sesiones del Chess desde la década de 1950 hasta la década de 1970, respaldando a muchos músicos de Chess, incluidos Sonny Boy Williamson, Otis Rush, Junior Wells y Little Walter. Leake le dio al músico de blues de Chicago Harmonica Hinds su primera lección de armónica en las calles de Toronto, Ontario.
Durante la década de 1960, Willie Dixon formó la banda musical Chicago Blues All-Stars, con Leake como pianista residente. Leake estuvo de gira y grabó con este grupo hasta mediados de la década de 1970. Después de eso, hizo pocas grabaciones o giras, aunque apareció con Berry en el Chicago Blues Festival en 1986, y grabó "Hidden Charms" con Dixon en 1988.
Además de ser un intérprete respetado, Leake era compositor. Grabó varias de sus propias canciones como miembro de varios conjuntos, y otras han sido interpretadas por músicos notables. Fleetwood Mac, por ejemplo, grabó su canción "Love That Woman" en su álbum The Original Fleetwood Mac. La canción de Leake "Wrinkles", interpretada por Big Three Trio, apareció en la banda sonora de la película de David Lynch de 1990, Wild at Heart. La banda blues Slo Leak recibió su nombre de una de las piezas instrumentales de Leake.
Leake cayó en coma diabético en su casa de Chicago, donde permaneció fuera del público durante varios días, muriendo en el hospital el 14 de agosto de 1990.

## Principales grabaciones
- Might is Right! (1960) Yambo/Weis
- Feel So Blue (1978) Black & Blue (France), emitido como Easy Blues (2002)

Con Chuck Berry
- One Dozen Berrys (Chess, 1958)
- Chuck Berry Is on Top (Chess, 1959)

Con Bo Didley
- Hey! Good Lookin' (Checker, 1965)

Con John Lee Hooker
- The Real Folk Blues (Chess, 1966)
- More Real Folk Blues: The Missing Album (Chess, 1966 [1991])

Con Howlin' Wolf
- The Real Folk Blues (Chess, 1956-64 [1965])

Con Magic Sam
- Black Magic (Delmark, 1968)
- The Magic Sam Legacy (Delmark, 1968 [1989])

Con Sonny Boy Williamson
- The Real Folk Blues (Chess, 1947-64 [1966])